# Milford on Sea
Milford on Sea – wieś w Anglii, w hrabstwie Hampshire, w dystrykcie New Forest. Leży 42 km na południe od miasta Winchester i 135 km na południowy zachód od Londynu. Miejscowość liczy 5000 mieszkańców.
Na południowy zachód od osady znajduje się zbudowany przez Henryka VIII Hurst Castle a przy nim Latarnia morska Hurst Point z 1867 roku.